# Курт, Сабахудин
Сабахудин Курт (босн. Sabahudin Kurt, 18 июля 1935 года, Сараево, Королевство Югославия — 30 марта 2018 года, Сараево, Босния и Герцеговина) — югославский и боснийский певец; представитель Югославии на конкурсе песни Евровидение 1964.
В 1964 году на Евровидении им была исполнена песня «Život je sklopio krug». Выступление оказалось неудачным: музыкант финишировал последним, не набрав ни одного балла. Этот результат оказался самым худшим для Югославии в истории конкурса: ни один представитель этой страны никогда не финишировал последним, тем более с результатом в ноль баллов.
Неудачное выступление на конкурсе помешало его дальнейшей карьере. В 1960—1970-х годах он выпустил несколько пластинок, после чего покинул сцену. Также он стал несколько известен по сотрудничеству с известным сербским певцом Здравко Чоличем.
Отец боснийского певца Алмира Курта.